# Manuel Villar Mingo
Manuel Villar Mingo (Pradoluengo, província de Burgos, 24 de desembre de 1909 - Buenos Aires, 29 d'octubre 1972) va ser un militant anarquista espanyol amb destacada actuació en el moviment llibertari argentí.

## Vida
De nen va emigrar a l'Argentina, on va treballar de tècnic electricista. Es va incorporar a la FORA, actuant en el gremi de l'electricitat. En 1926 es va vincular al grup editor de La Protesta. En 1929 va ser va assistir al congrés fundador de l'Associació Continental Americana de Treballadors (ACAT), i va ser nomenat director del seu periòdic, La Continental Obrera. Va ser deportat en 1930 després del cop d'estat de José Félix Uriburu i va emigrar a Xile i Uruguai, tornant clandestinament a l'Argentina.
En 1932 va ser expulsat de l'Argentina i es va establir a Espanya, on es va fer càrrec de la direcció de Solidaridad Obrera a Barcelona. En 1933 va ser empresonat un temps. Va donar suport a la postura electoralista a les eleccions generals espanyoles de 1936, la qual cosa el va distanciar de Josep Peirats. També va dirigir els periòdics CNT de Madrid i Forja Social a València. Durant la guerra va treballar a Catalunya en el Comitè Central de Proveïments per la FAI.
Derrotada la República Espanyola, va estar detingut un any en la Presó Model de Madrid. Va ser novament detingut entre 1941 i 1946 per activitats antifranquistes. En ser alliberat va tornar a intentar reorganitzar clandestinament la CNT, de la que en fou nomenat secretari general arran la detenció d'Antonio Ejarque Pina l'agost de 1947, però va ser detingut novament al novembre de 1947 i condemnat a 25 anys de presó en el règim franquista. Va ser alliberat en 1960.
Una vegada lliure es va radicar definitivament en Buenos Aires, Argentina. Allí va escriure en 1962 España en la ruta de la libertad, publicat per l'Editorial Reconstruir. Va col·laborar amb Diego Abad de Santillán en l'elaboració d'obres enciclopèdiques. Va formar parella amb Benigna Galve. Va morir el 29 d'octubre de 1972.

## Obres
- Condiciones para la revolución en América (1932)
- La insurrección anarquista del 8 de diciembre de 1933 (Barcelona, 1934), con Abad de Santillán.
- España en la ruta de la libertad (Buenos Aires, 1962)
- El peligro comunista. Sus causas y sus remedios (Madrid, s.f.)